# Mitar Vujičić
Mitar Vujičić (Livno, 20. rujna 1919. - Tomislav Grad 1. rujna 1992.), bio je sudionik narodnooslobodilačke borbe, djelatnik Ozne i visoki partijski funkcionar u socijalističkoj BiH i Jugoslaviji.

## Drugi svjetski rat i poraće
Rođen je u selu Bojumuntima, pokraj Livna, u srpskoj obitelji, Ilije i Marte (rođene Ramić) Vujičić, tijekom Drugoga svjetskog rata sudjelovao je u narodnooslobodilačkoj borbi, te je kraj rata dočekao kao šef Ozne za Duvno, gdje je bilo proglašeno izvanredno stanje, uvedeni prijeki sudovi te su se provodili obračuni sa škriparima i civilnim stanovništvom koje ih je podržavalo. Bio je jedan od niza djelatnika Ozne, kasnije Udbe, koji su sudjelovali u obračunavanjima sa škriparima, poput Mirka Praljka, Sabljića, Petra Oreča, Galonju, Strikića, Manđerala, Marolje i Kapetanovića, čije su represalije najviše pogađale civilno stanovništvo Hercegovine. Sudjelovao je u izvršenju uhićenja i sprovođenja  fra Damjana Rozića, 3. veljače 1946., u podrum pritvora u Duvnu.

## Karijera u socijalističkoj Jugoslaviji
Nakon završetka Drugoga svjetskog rata bio je postavljen na mjesto pomoćnika upravitelja logora, te je sudjelovao u mučenjima i zlostavljanjima zatvorenika. Kasnije je, nakon karijere u Udbi, postavljen na mjesto direktora Tapetarsko dekoraterskog poduzeća TEMPO, u Beogradu, gdje je dužnost direktora obnašao do umirovljenja. 

## Demokratske promjene i rat
Demokratske promjene u Jugoslaviji, i u BiH, te početak oružanog sukoba dočekao je kao umirovljenik u Tomislav Gradu, bio je blizak krugovima koji su podržavalli Miloševićevu centralističku politiku, te je održavao sveze s nositeljima politike bosanskih Srba. 
Uslijed ratnih okolnosti na širem području duvanjskoga kraja, nestao je (smatra se poginulim) dana 1. rujna 1992..